# Tadataka Unno
Tadataka Unno (Tokio, 15 augustus 1980) is een Japanse jazzpianist.

## Biografie
Tadataka Unno werd geboren in Tokio. Hij begon met jazz spelen op 9-jarige leeftijd en studeerde aan de Tokyo University of the Arts. Unno begon zijn carrière door zich aan te sluiten bij het trio van de Japanse jazzmuzikant Yoshio Suzuki en speelde de daarop volgende 10 jaar professioneel in Japan. In 2008 verhuisde Unno naar New York en woonde in Harlem. In 2010 werd Unno aanbevolen om te spelen in het Jazz Rising Stars-programma van het Ravinia Festival door Nathan Davis en Curtis Fuller. Hij werkte ook twee jaar met jazztrompettist Roy Hargrove en is lid van het Jimmy Cobb Trio, het Clifton Anderson kwartet en het John Pizzarelli Trio.
Unno heeft opgetreden in het John F. Kennedy Center for the Performing Arts, de Blue Note Jazz Club en de Village Vanguard. Hij heeft zes jazzalbums uitgebracht, waaronder Journeyer, en opgenomen met de Amerikaanse muzikanten Hassan Shakur en Jerome Jennings.
In september 2020 werd Unno aangevallen door een groep tieners bij het verlaten van een metro in Harlem in New York. Hij moest geopereerd worden voor gebroken botten. De acht tieners dachten ten onrechte dat Unno Chinees was.

## Privéleven
Unno is getrouwd en heeft een kind. 